# Індійська організація космічних досліджень і розробок
Організація космічних досліджень і розробок Індії (гінді भारतीय अन्तरिक्ष अनुसन्धान सङ्गठन, англ. Indian Space Research Organisation (ISRO)) індійське національне космічне агентство. Штаб-квартира організації розташована в Бенгалуру, її штат (станом на початок 2009 року) налічував близько 20 000 осіб.

## Історія
Космічні дослідження в Індії розпочалися в 1947 році, одразу після здобуття незалежності. Вони здійснювались під керівництвом державного Департаменту космічних досліджень DOS (англ. Department of Space). Організація робіт з координації різних комітетів та підприємств у межах національної космічної програми, а також створення ракетно-космічної техніки покладено на ISRO, яка була створена в 1972 році.
У 1963 році Індія була визнана космічною державою, після запуску дослідницької ракети для зондування Землі з екваторіального полігону TERLS, штат Керала.
У 1975 році з радянського полігону Капустин Яр запущено перший індійський супутник Aryabhata.
У 1999 році Індія за допомогою ракети-носія PSLV здійснила перший комерційний запуск штучних супутників.
У квітні 2008 року індійська ракета-носій PSLV успішно вивела на орбіту Землі одразу 10 штучних супутників.
У 2013 році Індія з метою дослідження Марса запустила на його орбіту зонд «Мангальян».
22 червня 2016 року в Індії вивели на орбіту одночасно 20 штучних супутників. За даними ISRO, ракета-носій PSLV стартувала з космодрому на острові Шріхарікота біля південно-східного узбережжя Індії з корисним навантаженням 1288 кг. За 26 хвилин вона вивела на орбіту три супутники Індії і 17 іноземних, а саме США, Індонезії, Канади та Німеччини.
26 вересня 2016 року в Індії відбувся успішний запуск ракети PSLV C-35 з вісьмома супутниками на борту. Серед цих восьми супутників — індійський метеорологічний супутник SCATSAT-1, два супутники розробки індійських студентів і п'ять іноземних, у тому числі три алжирських (Alsat-1B, Alsat-2B, Alsat-1N), по одному від Канади (NLS-19) і США (Pathfinder).

## Ракети-носії

Порівняння індійських ракет-носіїв. Зліва направо: SLV, ASLV, PSLV, GSLV, GSLV III

Станом на 2023 рік, в ISRO є два типи ракет-носіїв: полярна ракета-носій (Polar Satellite Launch Vehicle) для запуску штучних супутників із дистанційним зондуванням координат масою 1300 кг і геостаціонарна ракета-носій (Geo‑synchronous Satellite Launch Vehicle) для запуску комунікаційних штучних супутників масою 2000 кг. Раніше використовувалися ще дві легші ракети-носії: SLV, ASLV. Апробацію пройшла також ракета-носій GSLV Mark-II.

## Космодроми
Крім основного космодрому Шрихарикота, в ISRO є ще космодром TERLS.

## Програми

### Пілотований космічний політ
У квітні 1984 року на космічному кораблі «Союз Т-11» полетів командир ескадрильї Ракеш Шарма, перший індійський космонавт. Індія продовжує працювати над програмою відправки свого космонавта в космос на власному космічному кораблі, за непідтвердженими даними, це планувалося ще у 2014—2015 роках.
У липні 2024 року Індія планує провести перше орбітальне випробування космічного корабля «Гаганьян», який буде запущено ракетою LVM 3 з території космічного центру імені Сатіша Дхавана в Шріхарікоті. На його борту перебуватиме людиноподібний робот Вьоммітра. Другий тест відбудеться наприкінці 2024 року, третій — у 2025 році. У разі їхнього успіху відбудеться пілотований політ. Він запланований на 2025 рік. Нещодавно Індія назвала імена чотирьох космонавтів, які готуються до цієї місії. Це льотчики Прашант Балакрішнан Наїр, Ангад Пратап, Аджіт Крішнан і Шубханшу Шукла.

### Дослідження Сонця
2 вересня 2023 року з індійського космодрому імені Сатіша Дгавана в космос була запущена сонячна обсерваторія «Адітья-L1». Обсерваторія несе у собі сім наукових приладів. Під час польоту вони поступово вмикаються і перевіряються в роботі. Так, 20 листопада 2023 року, ультрафіолетовий телескоп SUIT (Solar Ultraviolet Imaging Telescope) виконав 12 знімків Сонця, які були передані на Землю. Згідно з планом, «Адітья-L1» прибуде до пункту призначення — до точки Лагранжа L1 за 1,5 млн км від Землі або ж до кінця грудня 2023 року, або вже на початку січня 2024 року. У точці L1 апарат витрачатиме мінімум палива, оскільки там є зона гравітаційної рівноваги системи Сонце — Земля. При цьому нічого не заважатиме безперервному спостереженню обсерваторії за Сонцем, адже Земля залишиться позаду неї.

### Дослідження Місяця
Із запуском «Чандраян 1», Індія стала третьою азійською країною, після Японії та КНР, яка запустила штучний супутник Місяця. Наразі планується наступна місія «Чандраян-2», також Індія має плани промислового використання природних ресурсів Місяця.
18 жовтня 2023 року, згідно з повідомленням телерадіомовної компанії BBC, прем'єр-міністр Індії Нарендра Моді заявив, що Індія планує відправити астронавта на Місяць до 2040 року та створити космічну станцію до 2035 року.
На початку грудня 2023 року, як повідомило видання Space, ISRO повідомила, що Індія планує створити власну базу на Місяці до 2050 року. ISRO також представила стратегічну дорожню карту для досягнення цієї мети.

### Дослідження Марса
5 листопада 2013 року Індія запустила зонд-дослідник «Мангальян» до Марса, який вийшов на його орбіту 24 вересня 2014 року. Зонд пропрацював на орбіті Марса до 2022 року, чого від нього ніхто не очікував. Тим самим, Індія стала третьою державою (після США та колишнім СРСР), яка самостійно розробила та запустила дослідницький апарат власної розробки до Червоної планети.
Друга місія ISRO на Марс називається Mars Orbiter Mission-2 (MOM-2) або «Mangalyaan-2». Апарат використовуватиме надзвуковий парашут або «небесний кран» для безпечного спуску ровера на поверхню Червоної планети на фінальному етапі приземлення (подібно до платформи NASA з реактивними двигунами, що забезпечують додаткове гальмування модулю, який спускається), а також комплектуватися вертольотом для польотів в марсіанській атмосфері. На це індійських вчених надихнув успіх вертольота NASA Ingenuity, який пропрацював на планеті понад 1000 марсіанських діб. Деякі джерела стверджують, що місія може стартувати наприкінці 2024 року, однак в проєкті залишається низка невирішених проблем.

### Дослідження чорних дір
1 січня 2024 року, о 09:10 за місцевим часом (03:40 GMT), Індія здійснила запуск супутника-обсерваторії ISRO — X-ray Polarimeter Satellite (XPoSat), яка вивчатиме космічні об'єкти, як-от чорні діри. Запуск було здійснено з космодрому Шрихарикота.

### Дослідження Землі
31 липня 2025 року США та Індія запустили новий штучний супутник Землі, який отримав назву NISAR. Цей супутник буде дуже точно відстежувати Землю, зокрема він зафіксує навіть маленькі зміни, як-от рух льодовиків чи зсуви. Точність його вимірювань — до 1 см. Головна мета супутника — заздалегідь попереджати про природні катастрофи. Спільна місія NASA (США) та ISRO (Індія) стала найбільшим космічним проєктом в історії співпраці цих двох країн. Загальна вартість NISAR становить приблизно $1,2 млрд. Запуск супутника відбувся з індійської ракети, яка вивела його на орбіту 747 км над Бенгальською затокою.
15 серпня 2025 року відбулося успішне розгортання на низькій навколоземній орбіті радіолокаційного рефлектора супутника NISAR, антена якого має діаметр 12 м. Як повідомило керівництво проєкту NISAR, система оснащена двома радарами — L-діапазону та S-діапазону, що дозволяє їй “бачити” крізь хмари, густу рослинність і навіть фіксувати вологість снігу.